# Tokyo Monorail

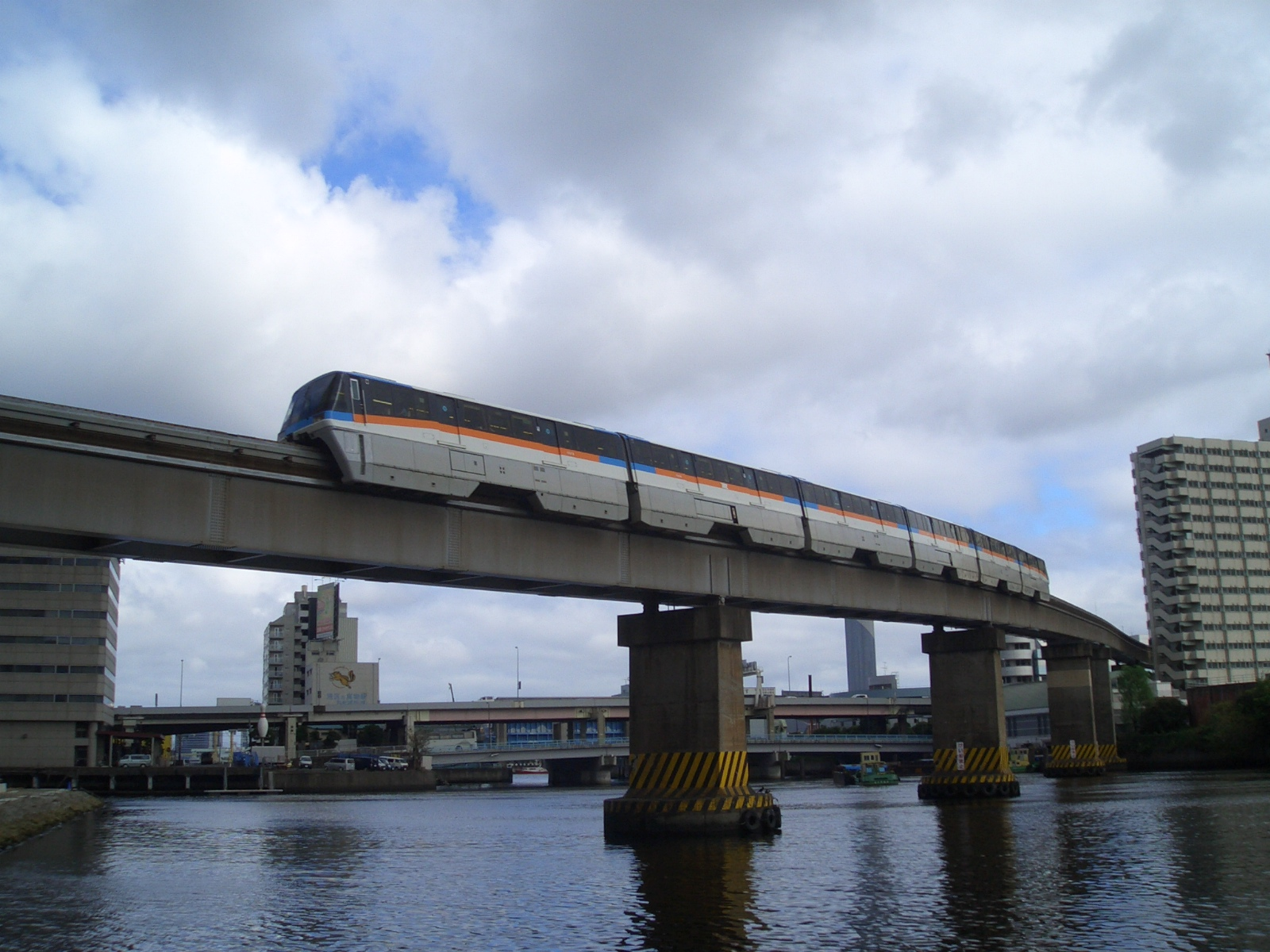
Tokyo monorail

Tokyo Monorail (東京モノレール, Tōkyō Monorēru) är ett av Tokyos tre monorailsystem. Det går mellan Haneda och Hamamatsuchō i innerstan. Tågen kör på en bana längs Tokyobukten.

## Historia
Banan öppnade i samband med de olympiska spelen 1964 som hölls i staden.
Banan sägs ofta var den mest tungt belastade i världen, då den 24 januari 2007 hade kört totalt 1,5 miljarder människor.